# Peter Browne (2e comte d'Altamont)
Peter Browne, 2e comte d'Altamont (v. 1731 - 28 décembre 1780), titré vicomte Westport jusqu'en 1776, est un homme politique et propriétaire irlandais.

## Biographie
Il est le fils de John Browne (1er comte d'Altamont), et d’Anne Gore. Denis Kelly, le père de son épouse, est le juge en chef de la Jamaïque et les Brownes ont hérité des plantations de canne à sucre jamaïcaines ainsi que des domaines Lisduff et Spring Garden, tous deux situés dans la paroisse civile de Tynagh, baronnie de Leitrim (comté de Galway). Le domaine de Lisduff est acquis du frère de Denis Kelly, Edmond Kelly. Le domaine a été agrandi par l'achat de terres dans la ville de Drumatober (également dans la baronnie de Leitrim, paroisse civile d'Abbeygormacan) et de Garrancarf en 1749, ainsi que dans les terres de Cormickoge de John Burke en 1750  Il adopta le nom supplémentaire de Kelly.
Il est élu député de Mayo au Parlement d'Irlande de 1761 à 1768

## Famille
Il épouse, le 16 avril 1752, Elizabeth Kelly, fille de Denis Kelly et de Pricella Halstead. Ils ont 5 enfants :
- John Browne, 1er marquis de Sligo (11 juin 1756 - 2 janvier 1809) épouse Louisa Catherine Howe (9 décembre 1767 - 20 août 1817), dont descendance ;
- Denis Browne (1763 - 14 août 1828) épouse Anne Mahon (? - 30 décembre 1833), dont descendance ;
- Charlotte Browne (1765 - 23 janvier 1849) épouse John Mahon (24 novembre 1764 - 23 octobre 1834), dont descendance ;
- Elizabeth Browne (1765 - 24 février 1795) épouse Ross Mahon (2 septembre 1763 - 10 août 1835), dont descendance ;
- Lady Anne Browne (? - 15 août 1814) épouse Otway Cuffe, 1er comte de Desart (25 novembre 1737 - 9 août 1804), dont descendance.